# El aseo (Bazille)
El aseo (en francés, La toilette) es el título de un cuadro de Frédéric Bazille. Lo terminó unos meses antes de su muerte en los campos de batalla de la guerra franco-prusiana en 1870. Desde 1918, la pintura forma parte de la colección del Museo Fabre de Montpellier.

## Presentación
Bazille quiso participar en el Salón de París de 1870 con El aseo. Esperaba impresionar al jurado encabezado por el orientalista Jean-Léon Gérôme con esta  escena, presumiblemente en un harén turco, quien finalmente no admitiría el lienzo, quizás porque fue pasado por alto. Bazille trabajó en la pintura desde diciembre de 1869 hasta marzo de 1870. En una carta a su madre de ese período, escribe que ha contratado a una "modelo deslumbrante" pero "ruinosamente cara" y a una "negra soberbia". La chica de la derecha con un vestido a rayas occidental contemporáneo es probablemente Lise Tréhot, la amante del colega y buen amigo Renoir y modelo habitual en ese momento.
Una mujer joven y esbelta de largo cabello castaño dorado se sienta abstraída y desnuda, con un muslo cubierto por un paño o toalla que cuelga sobre la pierna, sin prestar atención a las sirvientas, dejándose hacer. O la visten tras el baño, o la desvisten para tomar uno. Una a la izquierda es negra, lleva solo un pañuelo amarillo en la cabeza y una pieza a rayas desde la cintura, y arrodillada le ayuda con los zapatos verdes. La otra a la derecha de pie es blanca, tiene el cabello negro recogido con una fina cinta del mismo color y sujeta una tela negra con flores. Llama especialmente la atención en la pintura la interpretación virtuosa de las diversas telas, como las pieles sobre el sofá y el piso, y la alfombra oriental de la pared.
Todavía inacabada, esta pintura se puede ver en la pared del estudio del pintor en su otra obra El taller del pintor. Hay varias pinturas en las que Bazille se inspiró para El aseo como Las bodas místicas de Santa Catalina de El Veronés, que se encuentra en Montpellier y donde uno de los personajes principales adopta la misma posición agachada que la criada negra. Además, la Betsabé con la carta de David de Rembrandt que había sido legada al Louvre en 1869 recibiendo una gran atención por parte de los críticos del arte. Sobre todo, sin embargo, el pintor parece influenciado por las escenas de harén de Delacroix, de las cuales Mujeres de Argel en su cámara es quizás el ejemplo más conocido. Tanto el Louvre como el Museo Fabre poseen una versión de esta obra. El aseo también hace referencia a la Olympia de Manet, donde una mujer blanca desnuda es asistida por una sirvienta negra, aunque la pintura de Bazille es menos frontal. Esta conexión con Manet es también una posible explicación del rechazo por parte del jurado del Salón.

## Origen
- 1918: Donación de Marc Bazille, hermano del artista, al Museo Fabre.

## Inspiración

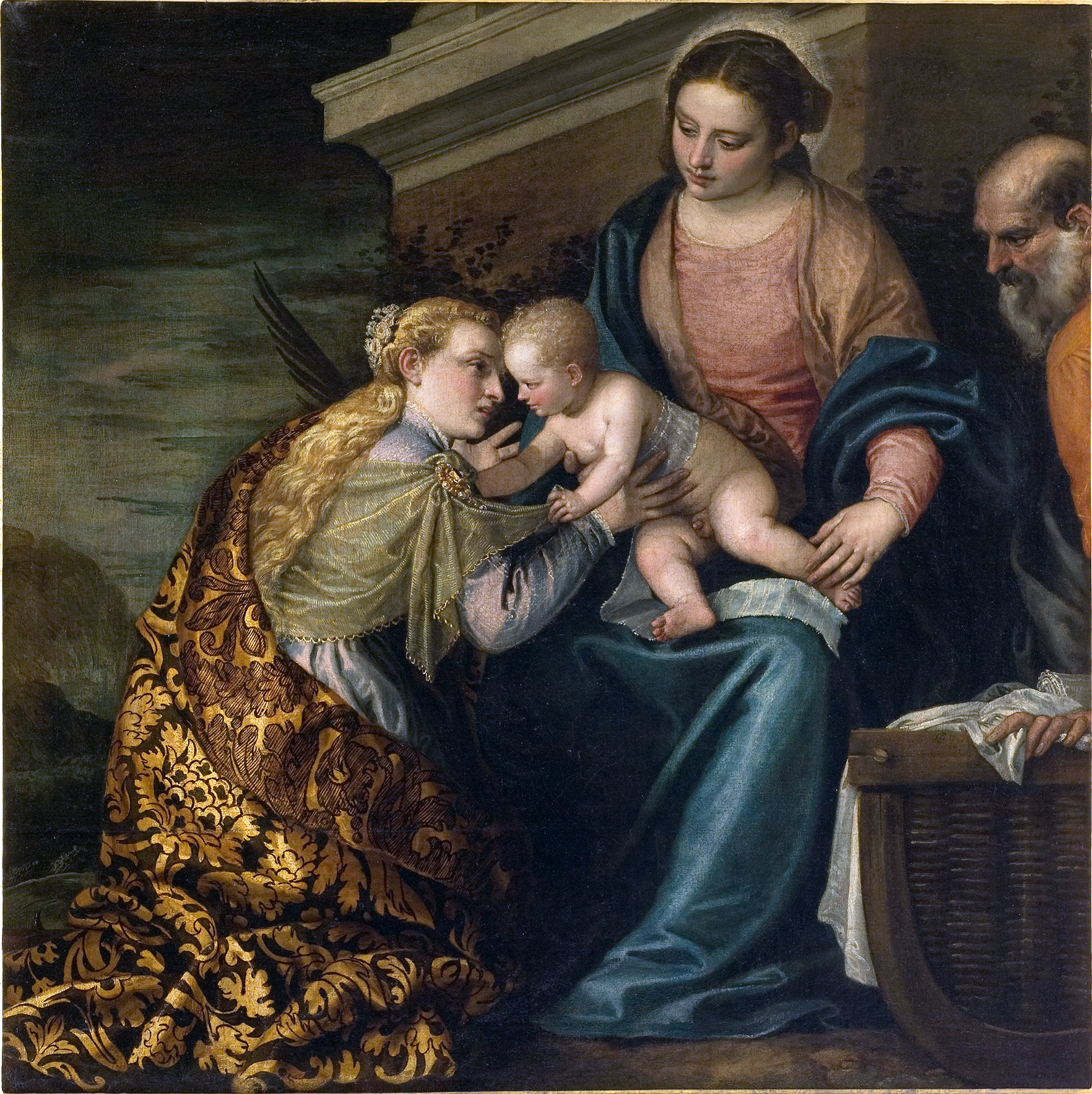
Las bodas místicas de Santa Catalina, Paolo Veronés.
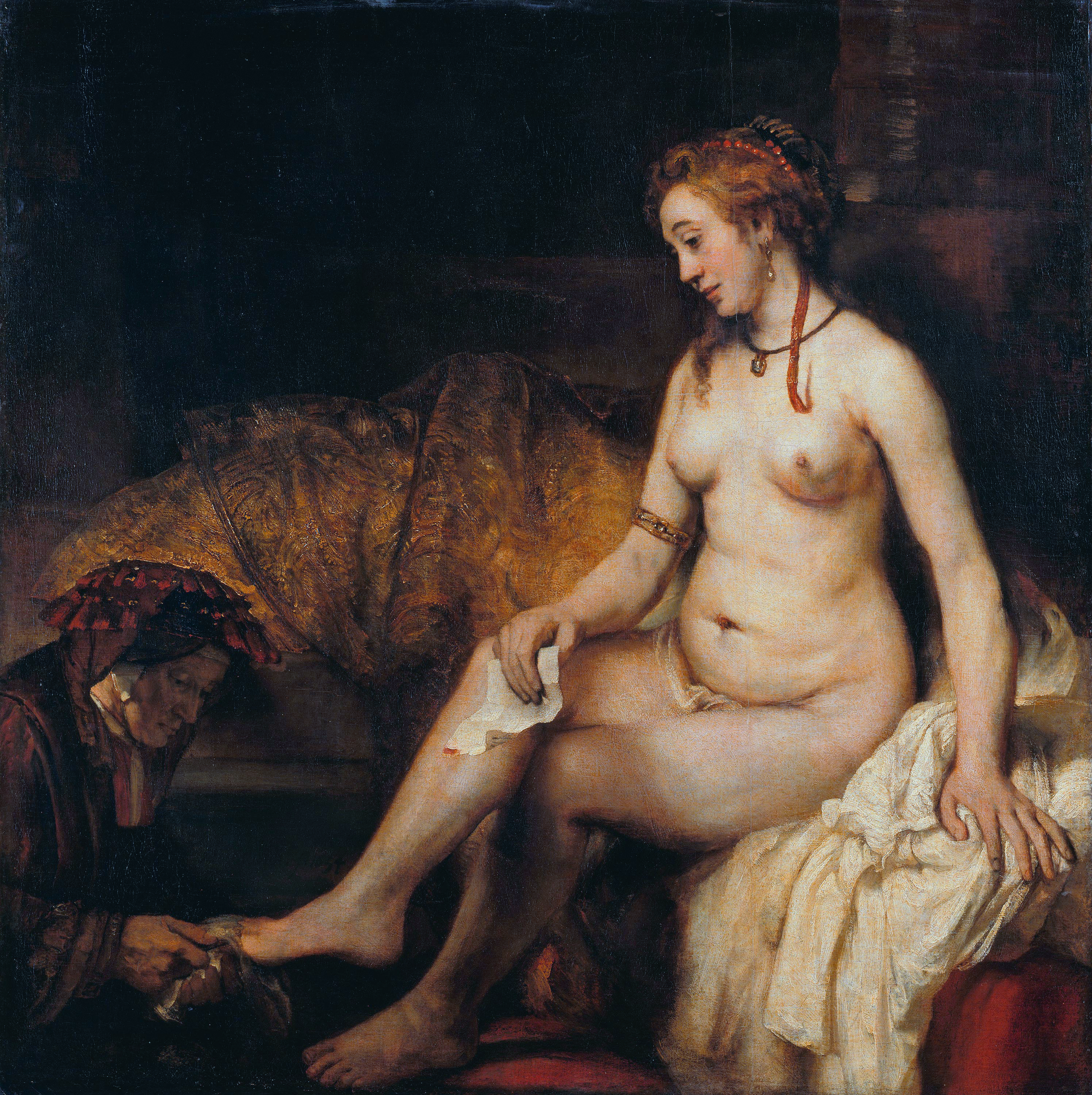
Betsabé con la carta del rey David, Rembrandt.
Mujeres de Argel en su apartamento, Delacroix.
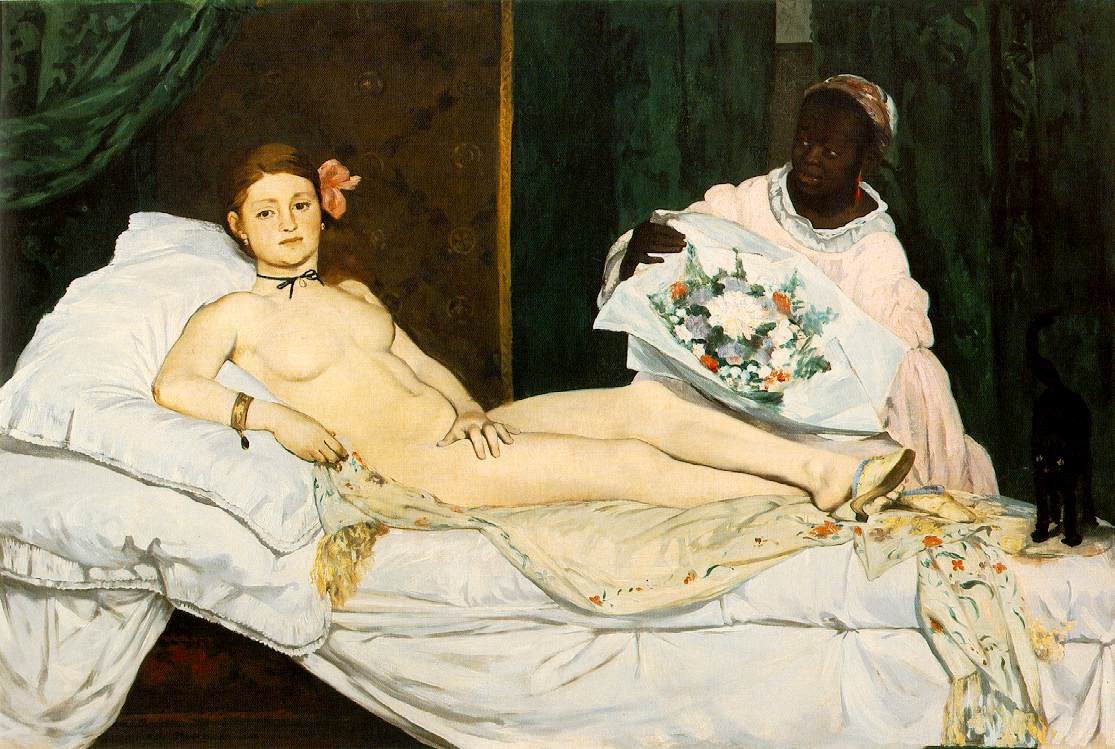
Olympia, Manet.